# Marta Wójcik
Marta Wójcik z d. Pluta (ur. 17 lutego 1982 roku w Piotrkowie Trybunalskim) – polska siatkarka grająca na pozycji rozgrywającej, reprezentantka kraju. W sezonie 2018/2019 była zawodniczką ŁKS-u Commercecon Łódź.
Jej mężem jest Piotr Wójcik, były rozgrywający waterpolowej drużyny Anilany Łódź.
Z reprezentacją Polski B zdobyła srebrny medal Letniej Uniwersjady 2005 w Izmirze.
Przez cały sezon 2007/2008 była wyłączona z gry z powodu poważnej kontuzji prawego kolana, której doznała 17 listopada 2007 roku podczas meczu Centrostalu Bydgoszcz z Winiarami Kalisz w ramach turnieju eliminacyjnego Pucharu Polski i tuż przed rozpoczęciem rozgrywek Ligi Siatkówki Kobiet.
14 grudnia 2010 roku doznała kontuzji podczas meczu Ligi Mistrzyń z zespołem VK Modřanská Prostějov, a na boisku zastąpiła ją Marta Szymańska. Uraz okazał się poważny, bo doszło do zerwania więzadeł w lewym kolanie przez co była wykluczona z gry do końca sezonu 2010/2011.

## Sukcesy klubowe
Mistrzostwo Polski:
- 2005, 2019
- 2004
- 2003, 2006

Puchar Polski:
- 2010[7]

## Sukcesy reprezentacyjne
Światowe Igrzyska Młodzieży 1998, w Moskwie:
- brązowy medal

Mistrzostwa Europy Juniorek Młodszych 1999 w Gdańsku:
- złoty medal

V Letni EYOD – Esbjerg 1999:
- złoty medal

Mistrzostwa Europy Juniorek 2000 w Neuchâtel w Szwajcarii:
- brązowy medal - kpt.

Letnia Uniwersjada:
- 2005[5]

## Nagrody indywidualne
- 2010: Najlepsza rozgrywająca finałowego turnieju Pucharu Polski[7]